# Хибискус
Хибискус (Hibiscus) е род от около 200 вида, част от семейство Слезови (Malvaceae). Най-разпространените видове от този род са китайската и суданската роза. Повечето растения произлизат от Азия, но някои растат и в Африка в диво състояние.

## Хибискус в културата
В Индия белият хибискус се използва като лечебно средство, а в централноафриканските страни за производството на сокове. Сирийският хибискус e национално цвете на Южна Корея, а китайския хибискус – на Малайзия.

## Приложение
Хибискусът има действие върху високото кръвно налягане, и подпомага енергията в човешкото тяло. Той е често срещан и по хавайските острови, и то пак с лечебни цели, освен това се използва като главна украса на облеклото за местните танци, смятало се е че хибискуса произлиза от рая и така танцьорките омайват мъжете, за да ги привлекат и съблазняват след това.

## Видове
Известни са над 300 вида, включително:
- Hibiscus abelmoschus L. synonym of Abelmoschus moschatus Medik.[1]
- Hibiscus abelmoschus var. betulifolius Mast. synonym of Abelmoschus moschatus Medik.[2]
- Hibiscus abelmoschus var. genuinus Hochr. synonym of Abelmoschus moschatus Medik.[3]
- Hibiscus laevis abutiloides Willd. synonym of Talipariti tiliaceum var. pernambucense (Arruda) Fryxell[4]
- Hibiscus abyssinicus Steud. (unresolved)[5]
- Hibiscus acapulcensis Fryxell[6]
- Hibiscus acerifolius Salisb. (unresolved)[7]
- Hibiscus acerifolius DC. (unresolved)[8]
- Hibiscus acetosaefolius DC. (unresolved)[9]
- Hibiscus acetosella Welw. ex Hiern.[10] false roselle
- Hibiscus acicularis
- Hibiscus aculeatus – comfortroot
- Hibiscus altissimus
- Hibiscus andongensis
- Hibiscus angolensis
- Hibiscus aponeurus[11]
- Hibiscus archeri – Archer's hibiscus
- Hibiscus aridicola
- Hibiscus arnottianus Asa Gray – kokiʻo ʻula (Хаваи)
- Hibiscus asper – bush roselle
- Hibiscus austroyunnanensis
- Hibiscus barbosae
- Hibiscus benguellensis
- Hibiscus berberidifolius
- Hibiscus bernieri
- Hibiscus bifurcatus – fork-bracted rosemallow
- Hibiscus biseptus – Arizona rosemallow
- Hibiscus bojerianus
- Hibiscus boryanus – foulsapate marron
- Hibiscus brackenridgei A.Gray – Hawaiian hibiscus maʻo hau hele
- Hibiscus burtt-davyi
- Hibiscus caerulescens
- Hibiscus caesius – dark-eyed hibiscus (Южна Африка)
- Hibiscus calyphyllus – lemonyellow rosemallow (тропическа Африка)
- Hibiscus cameronii – Cameron's hibiscus, pink hibiscus
- Конопен хибискус (Hibiscus cannabinus) L. – Kenaf
- Hibiscus castroi
- Hibiscus cisplatinus – rosa del rio
- Hibiscus citrinus
- Hibiscus clayi O.Deg. & I.Deg. – Hawaiian red hibiscus (Хаваи)
- Hibiscus clypeatus – Congo mahoe
- Hibiscus coccineus (Medik.) Walter – scarlet rosemallow
- Hibiscus colimensis
- Hibiscus columnaris – mahot rempart
- Hibiscus comoensis
- Hibiscus congestiflorus
- Hibiscus costatus
- Hibiscus coulteri – desert rosemallow
- Hibiscus cuanzensis
- Hibiscus dasycalyx – Neches River rosemallow
- Hibiscus denudatus Benth. – pale face (Southwestern United States, Northwestern Мексико)
- Hibiscus dimidiatus
- Hibiscus dioscorides Шаблон:Interlanguage link multi (Йемен)
- Hibiscus diplocrater
- Hibiscus diriffan A.G.Mill. (Yemen)
- Hibiscus diversifolius – swamp hibiscus
- Hibiscus dongolensis
- Hibiscus donianus
- Hibiscus elatus – mahoe
- Hibiscus elegans
- Hibiscus engleri – wild hibiscus
- Hibiscus escobariae
- Hibiscus excellii
- Hibiscus ferrugineus
- Hibiscus ficalhoanus
- Hibiscus flavoroseus
- Hibiscus fragilis DC. – mandrinette (Mascarene Islands)
- Hibiscus fragrans
- Hibiscus fritzscheae
- Hibiscus fugosioides
- Hibiscus furcellatus Desr. – lindenleaf rosemallow (Кариби, Флорида, Централна Америка, Южна Америка, Хаваи)
- Hibiscus fuscus
- Hibiscus genevii Bojer (Mauritius)
- Hibiscus gilletii
- Hibiscus gossweileri
- Hibiscus grandidieri
- Hibiscus grandiflorus Michx. – swamp rosemallow (Югоизточни САЩ)
- Hibiscus grandistipulatus
- Hibiscus grewiifolius
- Hibiscus hamabo
- Hibiscus hastatus
- Hibiscus heterophyllus – native rosella
- Hibiscus hirtus – lesser mallow
- Hibiscus hispidissimus
- Hibiscus huellensis
- Hibiscus hybridus
- Hibiscus indicus
- Hibiscus insularis Endl. – Phillip Island hibiscus (Филипини)
- Hibiscus integrifolius
- Hibiscus jaliscensis
- Hibiscus kochii
- Hibiscus kokio – red rosemallow
- Hibiscus labordei
- Hibiscus laevis All. (=H. militaris) – halberd-leaved rosemallow (central and eastern North America)
- Hibiscus lasiocarpos – woolly rosemallow
- Hibiscus lasiococcus
- Hibiscus lavaterioides
- Hibiscus laxiflorus
- Hibiscus leptocladus (Северозападна Австралия)
- Hibiscus leviseminus
- Hibiscus lilacinus – lilac hibiscus
- Hibiscus liliiflorus – Rodrigues tree hibiscus
- Hibiscus longifolius
- Hibiscus longisepalus
- Hibiscus ludwigii
- Hibiscus lunariifolius
- Hibiscus macilwraithensis – Австралия
- Hibiscus macrogonus
- Hibiscus macrophyllus – largeleaf rosemallow
- Hibiscus macropodus
- Hibiscus makinoi – Okinawan hibiscus
- Hibiscus malacophyllus Balf.f. (Йемен)
- Hibiscus malacospermus
- Hibiscus martianus – heartleaf rosemallow
- Блатен хибискус (Hibiscus moscheutos) L. – crimsoneyed rosemallow (Централна и Източна Северна Америка)
- Изменчив хибискус (Hibiscus mutabilis) L. – cotton rosemallow, Confederate rose (Източна Азия)
- Hibiscus paramutabilis
- Hibiscus pedunculatus
- Hibiscus pernambucensis – seaside mahoe
- Hibiscus phoeniceus – Brazilian rosemallow
- Hibiscus platanifolius
- Hibiscus quattenensis
- Hibiscus poeppigii – Poeppig's rosemallow
- Hibiscus radiatus – monarch rosemallow
- Китайска роза (Hibiscus rosa-sinensis) L. – Chinese hibiscus (Източна Азия)
- Суданска роза (Hibiscus sabdariffa) L. – roselle, omutete, or sorrel
- Hibiscus schizopetalus – fringed rosemallow
- Hibiscus scottii
- Hibiscus socotranus
- Hibiscus sinosyriacus
- Hibiscus splendens
- Hibiscus stenanthus Balf.f. (Yemen)
- Hibiscus striatus – striped rosemallow
- Hibiscus sturtii Australia
- Дървовидна ружа (Hibiscus syriacus) L. (type species) – (Азия)
- Hibiscus taiwanensis S.Y. Hu[12]Шаблон:Circular reference
- Hibiscus tiliaceus L. – sea hibiscus (Australia, Southeast Asia, Oceania)
- Hibiscus tozerensis – Australia
- Hibiscus trilobus – threelobe rosemallow
- Обикновено грънче (Hibiscus trionum) L. – flower-of-an-hour
- Hibiscus vitifolius – tropical rose mallow
- Hibiscus waimeae A.Heller – kokiʻo keʻokeʻo (Hawaii)